# Pernilla Lindberg
Pernilla Lindberg (nascida em 13 de julho de 1986) é uma jogadora profissional de golfe sueca que joga no LPGA Tour (Estados Unidos) e no Ladies European Tour.
Tornou-se profissional em 2009 e representou Suécia na competição feminina de golfe nos Jogos Olímpicos de Verão de 2016, realizados no Rio de Janeiro, Brasil. Terminou sua participação em vigésimo segundo lugar no jogo por tacadas.